# Gasha
Der Gasha, auch in der Schreibweise Gascha, war ein äthiopisches Flächenmaß für die Feldvermessung und regional in der Größe recht unterschiedlich. So waren für ein Gasha 35 Hektar in Shewa/Schoa/Shoa und sonst bis ein Quadratkilometer möglich. Offiziell entsprach ein Gasha aber wohl 40 Hektar (Kaisergascha/Mangistgascha).